# Centrum Szkolenia Marynarki Wojennej

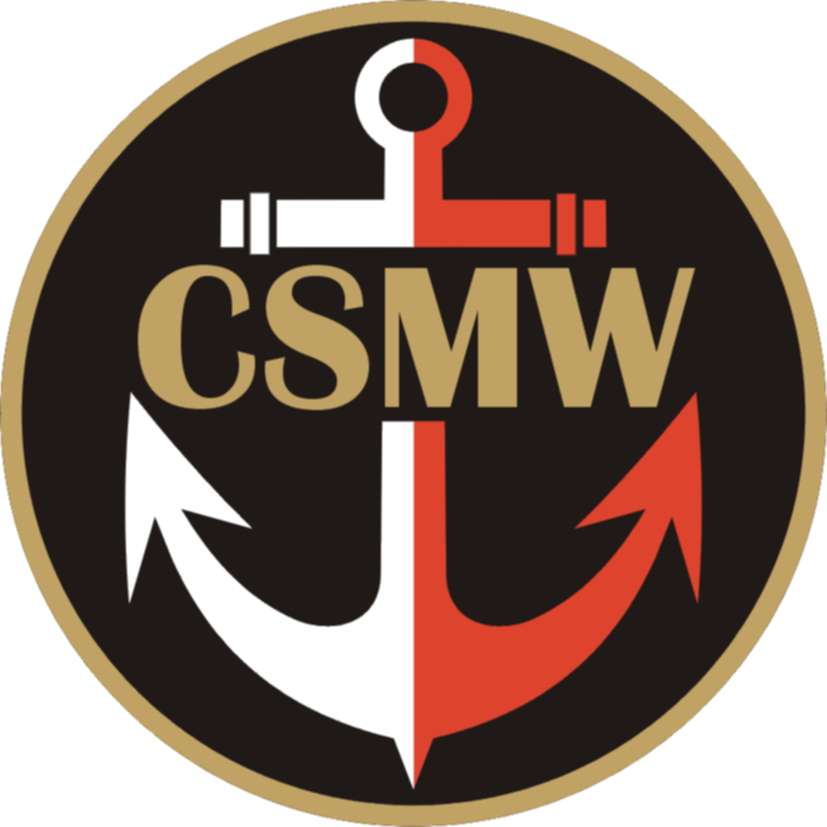
Oznaka rozpoznawcza na mundur wyjściowy.

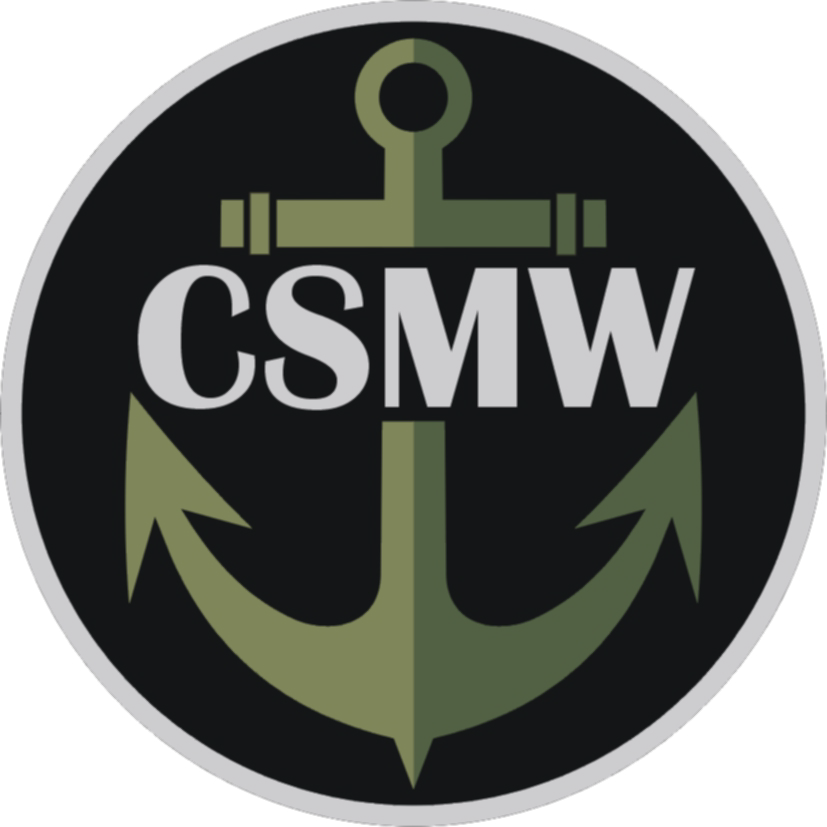
Oznaka rozpoznawcza na mundur polowy.

Centrum Szkolenia Marynarki Wojennej im. Wiceadmirała Józefa Unruga (CS MW) - ośrodek szkoleniowy Marynarki Wojennej w Lędowie koło Ustki.

## Historia Centrum
W 1954 utworzono Ośrodek Szkolenia Specjalistów Morskich (im. Franciszka Zubrzyckiego), który w maju 1963 przeformowano w Centrum Szkolenia Specjalistów Marynarki Wojennej (CSSMW). Decyzją ministra Obrony Narodowej nr 63 z 7 sierpnia 1992 Centrum otrzymało imię Dowódcy Floty wiceadmirała Józefa Unruga.
W ramach reformy szkolnictwa wojskowego we wrześniu 1994 dokonano zmiany nazwy na Centrum Szkolenia Marynarki Wojennej.
3 września 1994 CSMW otrzymało nowy sztandar, który został ufundowany z inicjatywy Środkowo-Pomorskiej Chorągwi ZHP przez społeczeństwo ziemi słupskiej. Dzień ten decyzją ministra Obrony Narodowej z maja 1995 ustanowiono świętem jednostki.
Decyzją Ministra Obrony Narodowej Nr 88/MON z 10 kwietnia 2013, wprowadzono oznakę rozpoznawczą Centrum Szkolenia Marynarki Wojennej.

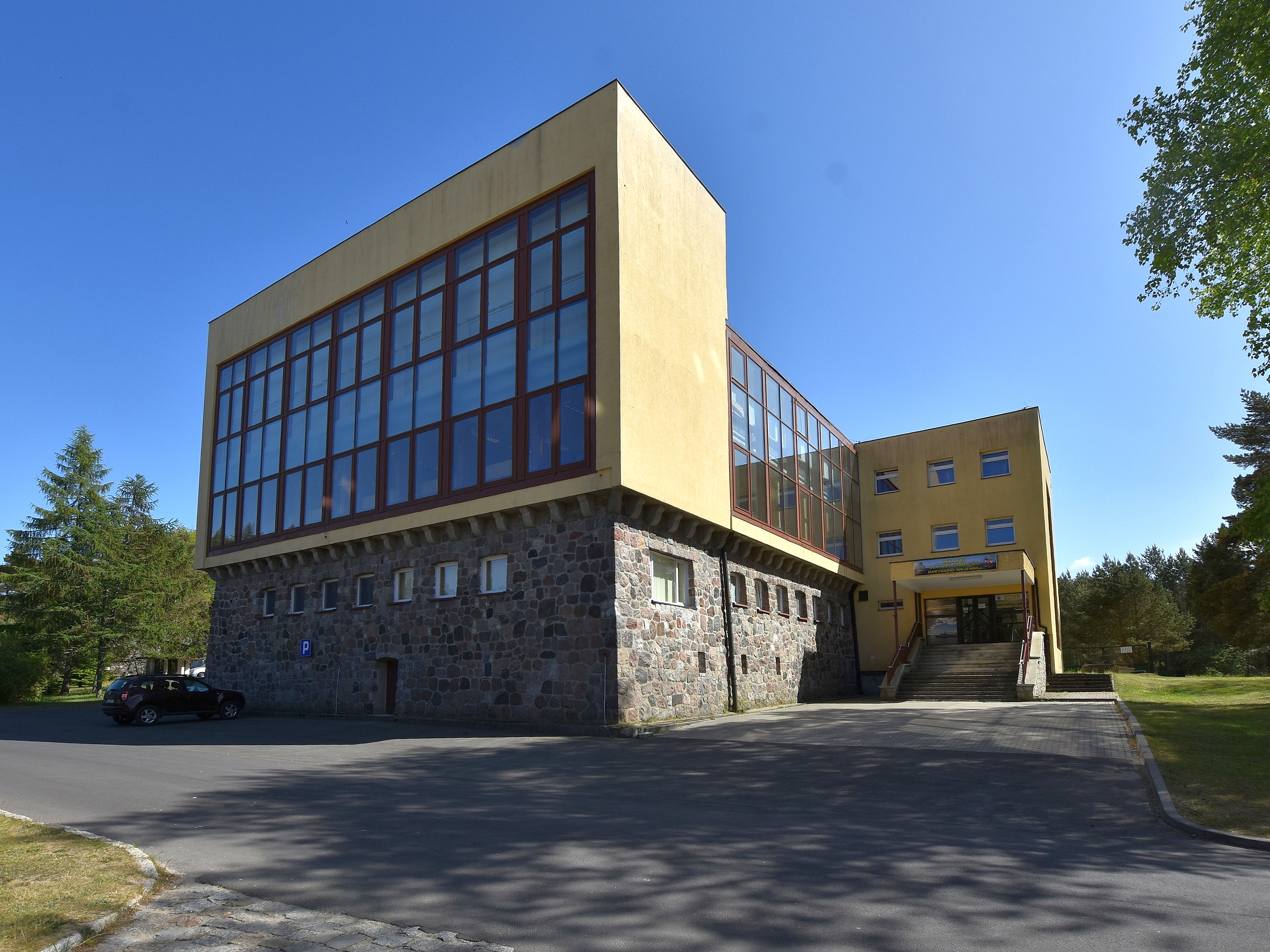
Klub Centrum Szkolenia Marynarki Wojennej
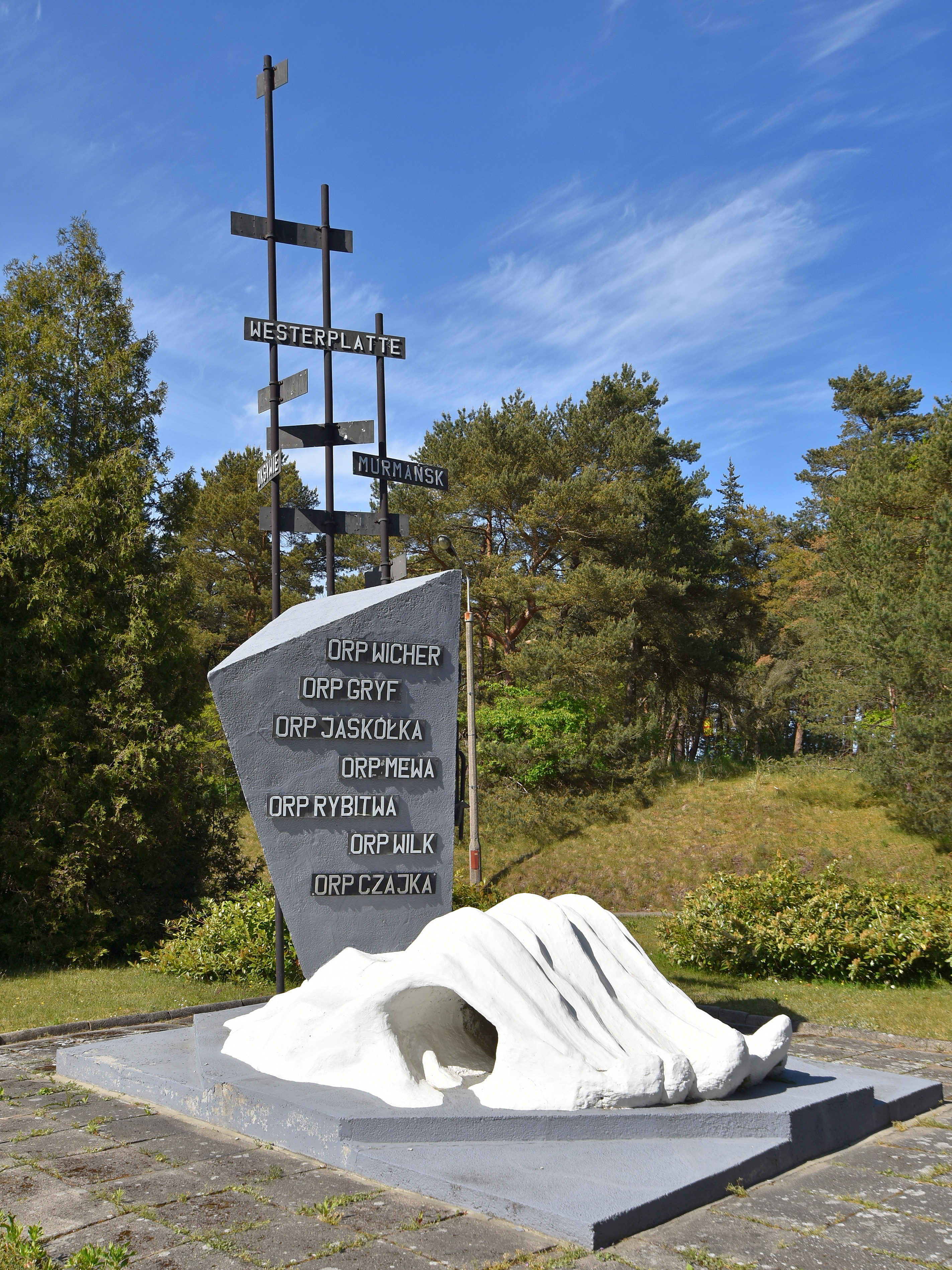
Pomnik poświęcony polskim marynarzom
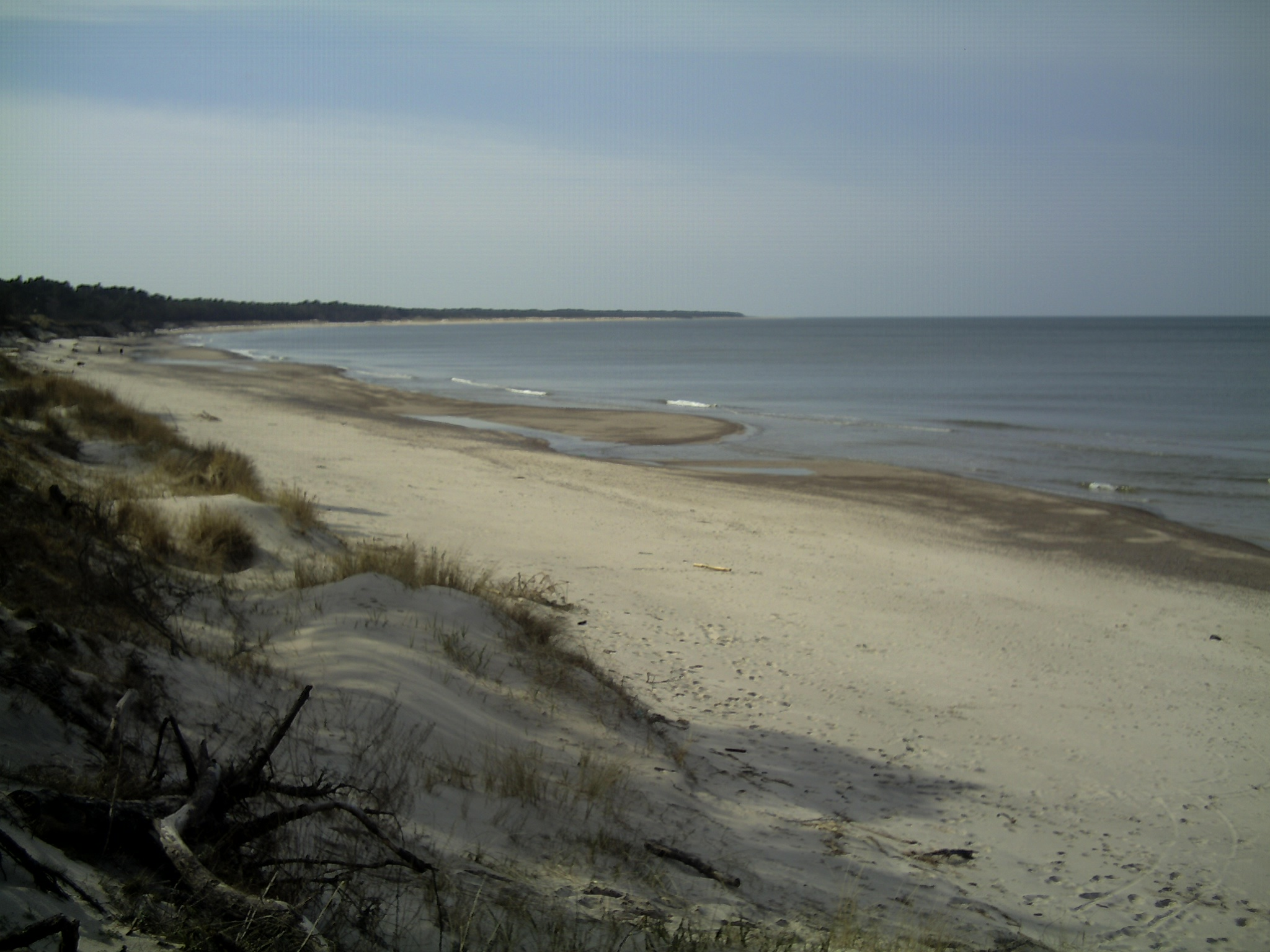
Plaża

## Profil kształcenia
Centrum szkoli podoficerów zawodowych w ramach kursów przeszkolenia specjalistycznego, kandydatów na żołnierzy zawodowych w korpusie osobowym marynarzy i podoficerów zawodowych oraz młodszych specjalistów na potrzeby Marynarki Wojennej.
Słuchacze szkoleni są w następujących specjalnościach:
- nawigacja i hydrografia
- artyleria okrętowa, uzbrojenie rakietowe, broń podwodna
- hydrolokacja, radiolokacja, łączność
- sygnalizacja
- siłownie okrętowe
- elektrotechnika okrętowa
- obrona przeciwchemiczna
- logistyka
- ratownictwo morskie

Dla potrzeb jednostek brzegowych Centrum szkoli także w następujących specjalnościach:
- specjalistów pododdziałów ochrony
- specjalistów na kierunkach: łączność, sygnalizacja, radiolokacja, logistyka, zakwaterowanie i budownictwo, inżynieria wojskowa, obrona przeciwchemiczna, obrona przeciwlotnicza, ogólnowojskowy

Dodatkowo Centrum organizuje kursy języka angielskiego I i II stopnia.

## Struktura organizacyjna w 2009 roku
- komenda
- wydział ogólny
- zespół zabezpieczenia
- sekcja wychowawcza
- sekcja metodyki nauczania
- wydział dydaktyczny
  - cykl nawigacji
  - cykl elektromechaniczny
  - cykl broni morskich
  - cykl łączności i informatyki
  - cykl wsparcia
  - cykl WFiS
  - lektorat języków obcych
  - biblioteka
  - punkt poligraficzny
- ośrodek szkolenia podstawowego i specjalistycznego (kompania szkolenia podstawowego, dwie kompanie szkolenia specjalistycznego)
- ośrodek szkolenia kierowców

## Komendanci[3]
OSSM
- kmdr por. Franciszek Gabinet (1954-1958)
- kmdr Stanisław Leszczyński (1958-1963)

CSSMW
- kmdr Stanisław Leszczyński (1963-1964)
- kmdr dypl. Tadeusz Makarewicz (1964-1973)
- kmdr inż. Stanisław Łałak (1973-1987)
- kmdr mgr Wiesław Grabowski (1987-1990)

CSMW
- kmdr dypl. Zygmunt Urbański (1990-2001)
- kmdr dypl. Zbigniew Wądołowski (2001-2004)
- kmdr dypl. Ryszard Filiński (2004-2007)
- kmdr dypl. Zenon Juchniewicz (2007 - 31 grudnia 2013)
- kmdr Robert Kozacki (2 stycznia 2014 - 31 stycznia 2017)
- kmdr por. Dariusz Cebulka (cz.p.o. 01 lutego 2017-08 marca 2018)
- kmdr mgr inż. Grzegorz Okuljar (9 marca 2018 - 29 stycznia 2024[4])
- kmdr por. Dariusz Cebulka (cz.p.o. 30 stycznia 2024 - 30 czerwca 2024)
- kmdr Andrzej Wojtkowiak (od 1 lipca 2024[5])